# غريغ كوش
غريغ كوش (بالإنجليزية: Greg Koch)‏ هو لاعب كرة قدم أمريكية أمريكي، ولد في 14 يونيو 1955 في بيثيسدا في الولايات المتحدة.